# Сиверс, Евгений Егорович
Граф Евге́ний Его́рович Си́верс (1818 — 1893) — генерал от инфантерии, член Военного совета Российской империи.

## Биография
Родился 14 июля 1818 года, сын коллежского советника графа Георга-Александра (Егора Ефимовича) Сиверса. Учился в Главном немецком училище (Петришуле) c 1827 по 1835 год. Военное образование получил в Школе гвардейских подпрапорщиков и кавалерийских юнкеров, куда был зачислен 1 сентября 1835 года и откуда выпущен 1 сентября 1837 года прапорщиком в лейб-гвардии Семёновский полк.
14 апреля 1840 года произведён в подпоручики, а затем, 6 декабря 1841 года, — в поручики. 15 сентября 1842 года назначен адъютантом к дежурному генералу Главного штаба, при котором состоял до 1854 года. В течение этого времени получил чины штабс-капитана (6 декабря 1845 года), капитана (6 декабря 1848 года) и полковника (28 января 1854 года); повышен в старшие адъютанты (18 октября 1846 года) и назначен в члены и советники правления Императорской медико-хирургической академии (в 1851 году).
В 1850 году был командирован для осмотра маршевых батальонов, следовавших из резервной дивизии 3-го пехотного корпуса на укомплектование действующей армии. Во время этой командировки, при спуске с крутой горы от Киева к Днепру, он был выброшен из почтовой тележки, разбил себе грудь и плечо и настолько сильно зашиб голову, что целых три дня находился без памяти. Этот случай напоминал потом о себе постоянно: головные боли, головокружение, глухота и затруднение в движении плечевого сустава остались на всю жизнь.
В августе 1854 года Сиверс был назначен управляющим канцелярией инспекторского департамента Военного министерства, а 30 августа следующего года — исправляющим должность вице-директора этого департамента. В 1858 году принимал участие в трудах комиссии при Министерстве внутренних дел по составлению проекта об устройстве городской полиции, 17 апреля пожалован во флигель-адъютанты к Его Императорскому Величеству и утверждён в должности вице-директора. 17 апреля 1860 года произведён в генерал-майоры с зачислением в свиту Его Величества.
Дальнейшая служба Сиверса была посвящена преимущественно военно-медицинскому ведомству. Назначенный в 1862 году членом комитета для улучшения военно-медицинской администрации, он принимал деятельное участие по разработке госпитального устава, потом был командирован за границу с целью ознакомления с существующими там управлениями и порядком организации санитарной части в мирное и военное время. В 1865 году участвовал в трудах комитета по составлению положения об устройстве медицинской части в военное время.
30 августа 1866 года произведён в генерал-лейтенанты, с назначением состоять при Военном министерстве, с 4 ноября того же года являлся президентом Санкт-Петербургской евангелическо-лютеранской консистории и членом комиссии для изменения устава Медико-хирургической академии. 7 мая 1867 года назначен членом военно-госпитального комитета, а 1 сентября того же года членом Главного военного суда и вскоре затем переведён в военно-судебное ведомство.
15 апреля 1883 года состоялось назначение Сиверса председателем Главного военно-госпитального (санитарного) комитета, а через три месяца, 17 июля, и членом Военного совета. Чин генерала от инфантерии получил в том же году — 15 мая.
Помимо прямых своих обязанностей Сиверс принимал участие в разрешении самых разнообразных административных вопросов: был членом рекрутского комитета 1855 года, членом комиссий: для разсмотрения вопроса о доказатсльствах на почетные титулы, по вопросу о приведении в действие нового устава о воинской повинности (в 1872 году) и для окончания обсуждения проектов изменений в военном судоустройстве и судопроизводстве, председательствовал в комитете для рассмотрения проекта положения о военных училищах для вольноопределяющихся и исполнял различные поручения. За труды по устройству военно-медицинской части и военно-врачебных заведений император пожаловал ему перстень с собственным портретом при рескрипте следующаго содержания:

«Граф Евгений Егорович. Неутомимая деятельность ваша по званию члена военного совета и председателя главного военно-санитарного комитета и особая заботливость об устройстве и усовершенствовании военно-врачебных заведений и администрации их приобрели вам право на Мою признательность, в ознаменование коей жалую вам препровождаемый перстень с Моим портретом, украшенный бриллиантами. Пребываю к вам неизменно благосклонный».
Скончался 13 мая 1893 года в Санкт-Петербурге, похоронен на Смоленском евангелическом кладбище.

## Награды
Среди прочих наград Сиверс имел ордена:
- Орден Святого Станислава 3-й степени (1845 год)
- Орден Святой Анны 3-й степени (1847 год)
- Орден Святой Анны 2-й степени (1849 год, императорская корона к этому ордену пожалована в 1852 году)
- Орден Святого Владимира 4-й степени (1854 год)
- Орден Святого Владимира 3-й степени (1856 год)
- Орден Святого Станислава 1-й степени (1862 год)
- Орден Святой Анны 1-й степени (1865 год)
- Орден Святого Владимира 2-й степени (1869 год)
- Орден Белого орла (1872 год)
- Орден Святого Александра Невского (30 августа 1875 года, алмазные знаки к этому ордену пожалованы 30 августа 1880 года)
- Орден Святого Владимира 1-й степени (1887 год)
- Прусский орден Святого Иоанна Иерусалимского (1852 год)
- Прусский орден Красного орла 2-й степени (1856 год)